# Kiviuk (luna)

Kiviuk  je progradni nepravilni naravni satelit (luna) Saturna.

## Odkritje in imenovanje
Luno je odkril v letu 2000 Brett J. Gladman s sodelavci. Ob odkritju je dobila oznako S/2000 S 5 .
Ime je dobila po velikanu iz inuitske mitologije 

## Lastnosti
Luna Kiviuk ima premer okoli 16 km. Kroži okroži Saturn na poprečni razdalji 11,100.000 km v 450 dneh. Spada v Inuitsko skupino Saturnovih satelitov.
Na površini je Kiviuk svetlordeče barve (barvni indeks R-V=0,66/0,48). V infrardečem spektru je zelo podoben lunama Siarnak in Paaliak iz iste skupine. To kaže na to, da je verjetno cela skupina nastala z razpadom večjega telesa. Po spektru spada med asteroide tipa D .